# 四棘剑球虫
四棘剑球虫（学名：Xiphosphaera tessractis）为针球虫科剑球虫属的动物。分布于大西洋以及西沙群岛等。